# Публий Лициний Нерва
Публий Лициний Нерва (на латински: Publius Licinius Nerva) e политик и сенатор на Римската република. Произлиза от фамилията Лицинии, клон Нерва.
През 104 пр.н.е. той е претор, a през 103 пр.н.е. става пропретор на Сицилия. Той е заедно с публиканите (publicani). Тогава избухва Второто робско въстание на Атенион и Салвий. Роднина е на Луций Лициний Лукул (командир в Сицилия 104/103 пр.н.е.), който се връща в Рим, където го обвиняват в корупция и той бяга в изгнание.